# Télesphore Parizeau
Télesphore Parizeau, (27 décembre 1867 - 13 octobre 1961), est un médecin et chercheur québécois.

## Biographie
Né en 1867, il est le fils de Damase Parizeau (1841-1915), président de la Chambre de commerce de Montréal, et de Marie-Janvière Chartrand. 
De 1890 à 1896, il étudie à Paris où il obtient son diplôme de la faculté de médecine. Puis il devient chirurgien attaché à l'hôpital Notre-Dame à Montréal. Il devient vice-doyen (1927-1934), puis doyen (1934-1938) de la Faculté de médecine de l'Université de Montréal. Il épouse Léa Bisaillon (1864-1930) à Montréal, le 10 mars 1930. Le couple a eu quatre enfants : Marcel (1898–1945), Germaine (1898-1950), Gérard (1899-1994) et Claire (1901-1969). 
À travers ses écrits et de nombreuses allocutions, il devient un des médecins les plus en vue du Québec. Il est notamment celui qui contribue à l'essor de la carrière d'Armand Frappier, un des principaux scientifiques issus du Canada français au 20e siècle. Il est un des membres fondateurs de l'Institut de microbiologie et d'hygiène de l'Université de Montréal, qui deviendra plus tard l'Institut Armand-Frappier. 
Il est par ailleurs nommé membre à vie de l'Institut où la salle du conseil est baptisée en son honneur en 1973. Avec ses collègues Oscar-Félix Mercier, Louis de Lotbinière Harwood et Albert Le Sage, il participera activement à l’introduction de techniques chirurgicales modernes et à l’implantation de la médecine de laboratoire à l’hôpital Notre-Dame. Télesphore Parizeau est fait chevalier de la légion d'honneur en 1935. Il reçoit un doctorat Honoris Causa de l'Université de Montréal en 1942. Il décède en 1961.
En hommage à son influence marquante sur la pratique et l’enseignement de la médecine au Québec au début du 20ᵉ siècle, sa famille a souhaité perpétuer sa mémoire. Son petit-fils, Robert Parizeau, O.Q., a poursuivi cette tradition en continuant l’attribution du Prix Télesphore-Parizeau, créé par son père, et en finançant les conférences Télesphore-Parizeau, deux programmes administrés par la Faculté de médecine de l’Université de Montréal. Une brochure sur la vie et l’œuvre de Télesphore Parizeau, destinée aux récipiendaires du Prix et aux participants des conférences, a également été réalisée pour souligner son héritage.